# Womad

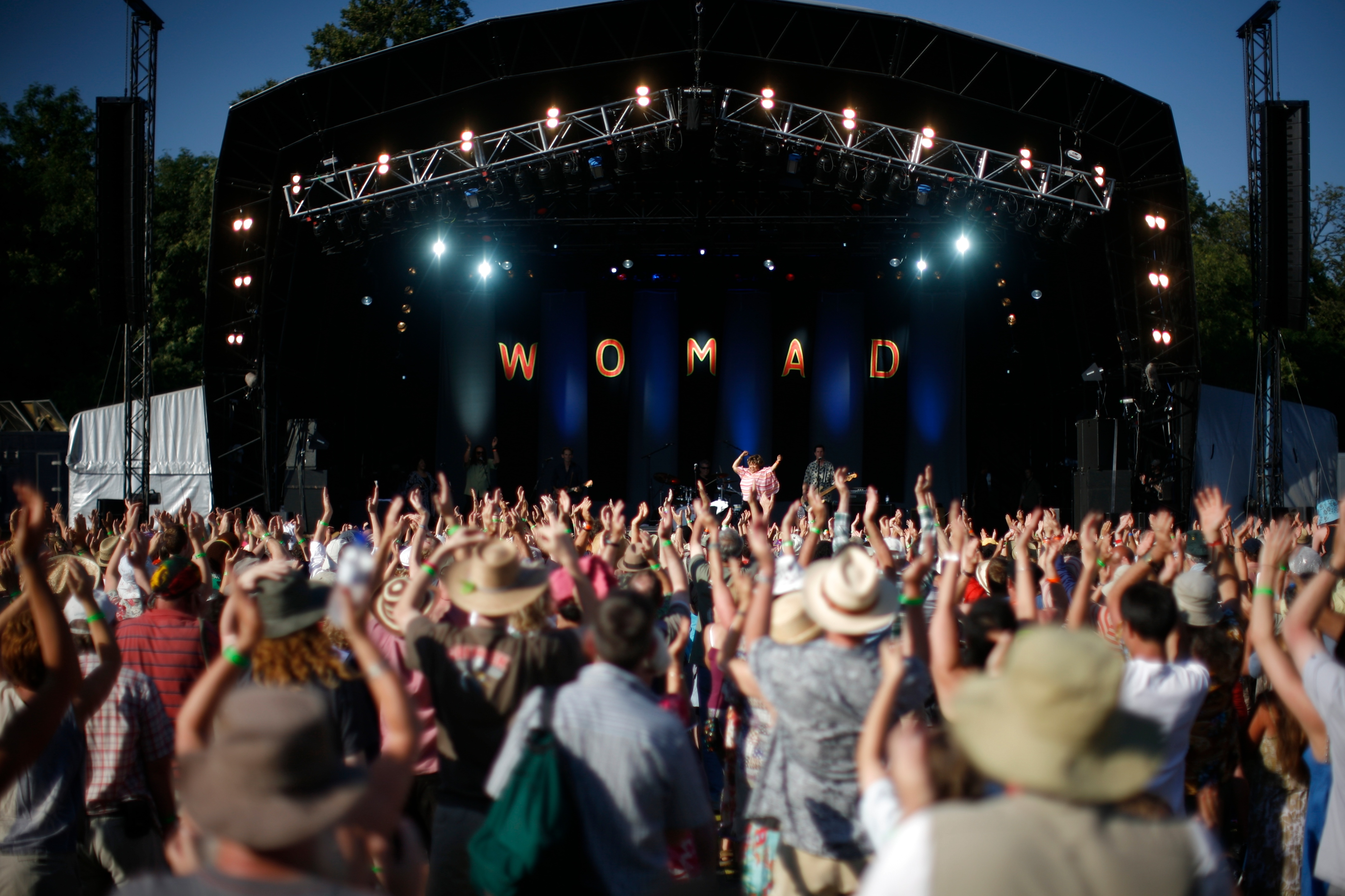
WOMAD Charlton Park 2008

WOMAD (World of Music, Arts and Dance) è un festival internazionale d'arte. L'obiettivo fondamentale di Womad è quello di celebrare le tante forme di musica, arte e danza del mondo.

## Storia
WOMAD è stato fondato nel 1980 dal musicista rock inglese Peter Gabriel, con Thomas Brooman, Bob Hooton, Mark Kidel, Stephen Pritchard, Martin Elbourne e Jonathan Arthur. Organizzatori all'inizio furono Steve Byrne e Valerie Hawthorn. Il primo WOMAD festival si tenne a Shepton Mallet, Regno Unito nel 1982. Il pubblico poté allora vedere sul palco Peter Gabriel, Don Cherry, The Beat, Drummers of Burundi, Echo & The Bunnymen, Imrat Khan, Prince Nico Mbarga, Simple Minds, Suns of Arqa, The Chieftains e si esibì fra gli altri anche Ekome.
Gabriel e la sua società, quella che fondò WOMAD, a causa degli alti costi del festival andarono in fallimento nel suo primo anno, il tutto fu peggiorato dalla mancanza di trasporti adeguati (Shepton Mallet Showground) e dalla mancanza di pubblicità. Con il suggerimento di Tony Smith, manager di Gabriel e Genesis, lui e i componenti rimasti dei Genesis concordarono di suonare insieme in un unico spettacolo con il nome di 'Six of the Best' al Milton Keynes. Lo spettacolo salvò la società e fu possibile organizzare altri eventi per il WOMAD festival.